# Libonectes
Libonectes (del griego "nadador del suroeste") es un género representado por una única especie de plesiosauroide elasmosáurido que vivió en el Cretácico superior, en lo que es Estados Unidos. Es conocido a partir de un único espécimen fósil hallado en la Formación Britton de Texas, que data de principios de la época del Turoniense del período Cretácico Superior.
Este animal era muy similar a su pariente Thalassomedon, aunque la estructura de las vértebras del cuello era diferente, con espinas neurales más altas y procesos de soporte más largos en el hueso, y con narinas que estaban levemente más cerca de la punta del cráneo. El cráneo del espécimen tipo es el cráneo mejor preservado de elamosáurido conocido. El espécimen comprende en cráneo y el cuello, así como varios gastrolitos hallados junto al fósil. La cintura escapular y una aleta fueron también hallados pero aparentemente fueron descartados en algún momento tras su hallazgo.
El espécimen fue denominado originalmente Elasmosaurus morgani por Welles en 1949, pero más tarde fue reclasificado en su propio género por Kenneth Carpenter en 1997.